# Saltoro Kangri
El Saltoro Kangri (en urdu: سالتورو کانگری) es el pico más alto de las montañas Saltoro, mejor conocidas como cordillera Saltoro, que forma parte del Karakórum. Ocupa el 31er lugar en la lista de montañas más altas del mundo, pero se encuentra en una ubicación remota muy adentro del Karakórum. Se localiza en la «línea de la posición actual del terreno», entre el territorio controlado por la India en la región de Siachen, y el territorio controlado por Pakistán al poniente de la cordillera Saltoro.

## Características notables
El Saltoro Kangri se eleva dramáticamente sobre los valles de los Kondus y el río Saltoro de Baltistán, al poniente del pico (desembocando en algún momento en el río Indo). El Saltoro Kangri es poco visitado debido al peligro de operaciones militares. Los territorios al poniente son controlados por Pakistán, y al oriente por la India.

## Historial de escalada
La montaña fue explorada por primera vez por la pareja de montañistas Fanny Bullock y su esposo William Workman, entre los años 1911 y 1912.
El primer intento a la montaña fue en 1935, por una expedición británica liderada por James Waller y John Hunt, que alcanzó los 7467 m en la arista sudeste.
Una expedición universitaria británica, liderada por el montañista Eric Shipton, se acercó a este pico a través del paso de Bilafond La, por la vía de Pakistán, con un permiso de escalada pakistaní. Llevaron a cabo un reconocimiento del pico, pero no intentaron escalarlo. Esta expedición fue inadvertidamente el primer movimiento en el mortal juego de la «oropolitica de Siachen» (neologismo acuñado en la década de 1980, para demostrar el control y la propiedad política del glaciar de Siachen, por parte de Pakistán y la India) y que desencadenaría el conflicto de Siachen en 1984.
El primer ascenso al Saltoro Kangri fue en 1962, por una expedición japonesa-pakistaní liderada por T. Shidei. Esta expedición a cuestas puso a A. Saito, Y. Takamura y al escalador pakistaní R.A. Bashir en la cima el 24 de julio, siguiendo la ruta de la arista sudeste.
Mapas estadounidenses del área y otros atlas del mundo comenzaron, a partir de la década de 1960, a mostrar incorrectamente la línea de control entre el territorio pakistaní y el territorio indio, que va desde el último punto definido en el Acuerdo de Karachi en NJ9842, al oriente-nororiente del paso de Karakórum, poniendo así al conjunto del Saltoro Kangri y todo el glaciar de Siachen dentro de Pakistán. Sin embargo, tras el Acuerdo de Simla, se definió la línea de control no más allá del punto NJ9842, excepto con la frase «desde ahí al norte, hasta los glaciares».
El Himalayan Index documenta solo un ascenso a la montaña en 1981, por una expedición del ejército indio liderada por el coronel Narendra Kumar, sin algún otro intento posterior.